# لودو كينغ
لودو كينغ (بالإنجليزية: Ludo king)‏ هي لعبة فيديو مجانية للهاتف المحمول من تطوير ونشر غاميشن تكنولوجيز برايفت ليميتيد، صدرت في 20 فبراير 2016 وتعمل على أجهزة آي أو إس، وأندرويد، ماك أو إس، ويندوز 10 موبايل، ويندوز فون 8، ويندوز 10 وأندرويد تي في.
فكرة اللعبة هو تحريك 4 قطع عن طريق النرد، وبإمكان قطع اللاعب أكل قطع اللاعب الآخر وإرجاعه إلى نقطة البداية، وأول شخص ينقل 4 قطع إلى المركز يفوز باللعبة.
وقد حصلت اللعبة على أزيد من 500 مليون عملية تنزيل على جوجل بلاي.